# Várkonyi Hildebrand Dezső-emlékérem

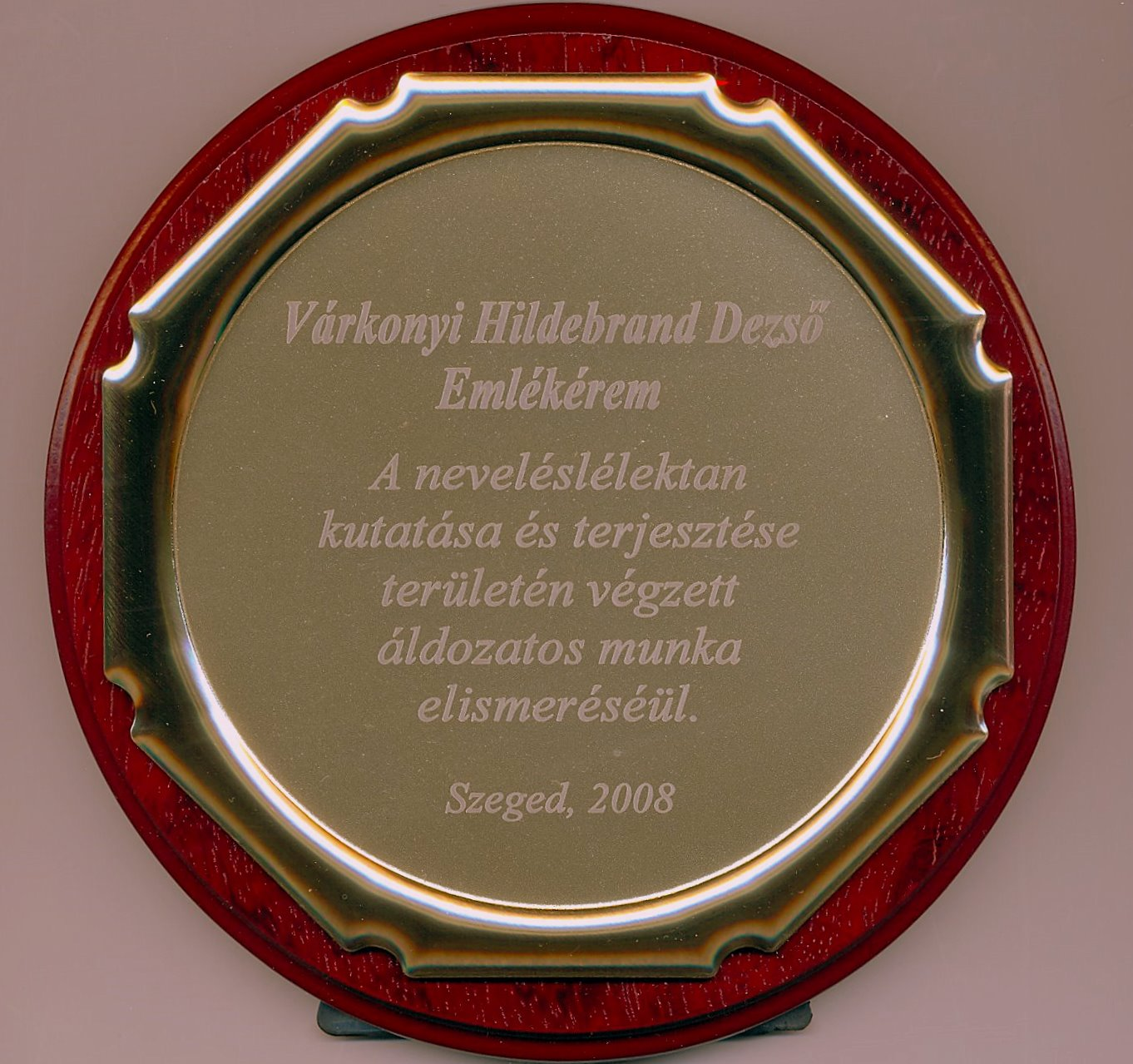

Várkonyi Hildebrand Dezső-emlékérem (Alapító: SZTE Pszichológiai Intézet; alapítás: 2008.)

## Keletkezése és célja
Várkonyi Hildebrand Dezső születésének 120. évfordulójának (2008. augusztus 23.) tiszteletére a SZTE Pszichológiai Intézet kibocsátotta a Várkonyi Hildebrand Dezső-emlékérmet, s azokat tüntetik ki vele, akik a pszichológia tudomány oktatása és kutatása területén kiemelkedő teljesítményt nyújtottak vagy nyújtanak.

## Eddigi kitüntettettek
- Duró Lajos, 2008
- Rókusfalvy Pál, 2008
- Veczkó József, 2008

## Lásd még
Szegedi Pszichológiai Intézet